# Pandanus sphaerocephalus
Pandanus sphaerocephalus là một loài thực vật có hoa trong họ Dứa dại. Loài này được Pancher ex Brongn. miêu tả khoa học đầu tiên năm 1875.